# Yoshikazu Ebisu
Yoshikazu Ebisu (蛭子能収 Ebisu Yoshikazu?, nacido el 21 de octubre de 1947) es un dibujante de manga y actor japonés.

## Biografía
Tras nacer en Amakusa (prefactura de Kumamoto), Ebisu creció en Nagasaki. Durante su infancia, vivió el trauma del Japón de la posguerra y las armas nucleares. Dibujaba manga desde pequeño, influido por Osamu Tezuka y Mitsuteru Yokoyama, siendo especialmente aficionado de la serie Tetsujin 28-go de este último. A finales de los años 1950, descubrió el género emergente del gekiga, lo que le afectó de inmediato. Según recuerda, "Mis intereses y temáticas cambiaron. Pasé de robots gigantes a seres humanos e historias realistas." También considera de gran importancia la influencia del cine de acción norteamericano, en particular La última orden (1955), dirigida por Frank Lloyd y protagonizada por John Wayne.
Se mudó a Tokio en 1970. Su manga se publicó por primera vez en la revista de manga vanguardista Garo el 19 de agosto de 1973, al final de la primera edad de oro del manga alternativo japonés y del heta-uma, y sus obras grotescas, oscuras y surrealistas se convirtieron en un pilar del género. Sus temáticas e ilustraciones se caracterizan por sus aspectos antisociales, nada realistas e irracionales. Entre sus obras más destacadas se encuentra la serie Salaryman (サラリーマン?).
En los últimos años, Ebisu es conocido principalmente como estrella de televisión, colaborando en ocasiones con Takeshi Kitano.

## Obra
| Año  | Título                                   | Editor          | ISBN               | Notas                                                                              |
| ---- | ---------------------------------------- | --------------- | ------------------ | ---------------------------------------------------------------------------------- |
| 2019 | The Pits of Hell (地獄に堕ちた教師ども)  | Breakdown Press | ISBN 9781911081081 | Publicado originalmente en japonés en 1981. Traducido al inglés por Ryan Holmberg. |
| 2023 | I Wish I Was Stupid (私はバカになりたい) | Breakdown Press | ISBN 9781911081258 | Publicado originalmente en japonés en 1982. Traducido al inglés por Ryan Holmberg. |